# Новокаламинский сельсовет
Новокаламинский сельсовет — административно-территориальная единица, выделявшаяся в составе Северо-Енисейского района, а также сельское поселение, предполагавшееся в составе соответствующего муниципального района.
До 1980-х: Михайловский.

## История
В 1996 году главой района становится Гайнутдинов Ишмурат Минзаляевич, уже руководивший Северо-Енисейским до 1990 года, будучи председателем райисполкома и первым секретарём Северо-Енисейского райкома партии.
По его инициативе провозглашён статус района «единого муниципального образования».
На референдуме по объединению района в единое муниципальное образование 8 декабря 1996 года населением был принят Устав Северо-Енисейского района.
3 июля 2001 года на втором референдуме за создание единого муниципального образования выступили 93,3 % избирателей, принявших участие в голосовании.
12 июля вступил в силу Закон от 26 июня 2001 года, по которому муниципальные образования, находящиеся в границах Северо-Енисейского района, были упразднены.
Несмотря на провозглашённый в 1996 и 2001 гг. статус «единого муниципального образования» (что в условиях тех лет означало в том числе единое административно-территориальное образование), до 2006 года выделялись как административно-территориальные единицы рабочие посёлки и сельсоветы, в том числе учитывались при переписи 2002 года, в их границах предполагались городские и сельские поселения.
14 октября 2005 года вышел Федеральный закон № 6-ФКЗ «Об образовании в составе Российской Федерации нового субъекта Российской Федерации в результате объединения Красноярского края, Таймырского (Долгано-Ненецкого) автономного округа и Эвенкийского автономного округа», согласно которому новый регион образовывался в результате объединения 1 января 2007 года, позволявший (статья 17 ч. 4) Северо-Енисейский район как муниципальное образование наделить статусом муниципального района без наделения поселений, находящихся в границах территории Северо-Енисейского района, статусом городского или сельского поселения.
13 декабря 2005 года на сессии Законодательного собрания был принят Закон № 16-4196 «О внесении изменений в Закон края „Об установлении границ и наделении соответствующим статусом муниципального образования Северо-Енисейский район и образованных в его границах иных муниципальных образований“».
10 июня 2010 года были приняты Закон об административно-территориальном устройстве и реестр административно-территориальных единиц и территориальных единиц Красноярского края, утвердившие отсутствие сельсоветов.

## Населённые пункты
| № | Населённые пункты | Тип населённого пункта          | Население |
| - | ----------------- | ------------------------------- | --------- |
| 1 | Енашимо           | посёлок                         | 71        |
| 2 | Новая Калами      | посёлок, административный центр | 639       |

### Упразднённые населённые пункты
В 1998 году упразднён посёлок Верхнее Енашимо.
В 2001 году упразднён посёлок Михайловский.